# Agrilus fuscipennis
Agrilus fuscipennis, o caqui agrilus, é uma espécie de besouro metálico da família Buprestidae. É encontrado na América do Norte.